# Плавни (Одесская область)
Плавни (укр. Плавні) — село в Ренийской городской общине Измаильского района Одесской области Украины.
Население по переписи 2001 года составляло 2039 человек. Почтовый индекс — 272886. Телефонный код — 4840. Занимает площадь 3,01 км². Код КОАТУУ — 5124184001.

## История
В 1945 г. указом Президиума Верховного совета Украинской ССР село Барта было переименовано в Плавни.

## Праздники
21 августа плавнинцы отмечают День села.